# Risaralda (kommun)
Risaralda är en kommun i Colombia.   Den ligger i departementet Caldas, i den centrala delen av landet, 200 km väster om huvudstaden Bogotá. Antalet invånare är 10 679. Arean är 108 kvadratkilometer.
Terrängen i Risaralda är huvudsakligen kuperad, men åt sydväst är den platt.